# Государственный музей истории и культуры Наманганской области
Государственный музей истории и культуры Наманганской области — музей, расположенный в городе Наманган Республика Узбекистан, экспозиция которого отражает историю, природу, литературу и искусство Наманганской области. 

## О музее
На основании Декрета Совета Народных Комиссаров Туркестанской республики от 19 апреля 1918 года музею было выделено два помещения в здании 7-летней русской средней школы № 1, находящейся в ведении Наманганского городского отдела народного образования, где он начал свою деятельность как музей-кабинет физики.
Согласно решению Совета старейшин Туркестана от 20 августа 1920 года, в целях дальнейшего расширения деятельности музея под музей было выделено здание магазина купца Хамдама Каландарова в центре города Намангана. На момент своего создания музей назывался Наманганским городским краеведческим музеем, после 1934 года — межрайонным музеем.
К 1922 году количество экспонатов музея достигло 2000. Горожане оказывали посильную помощь в сборе исторических артефактов. К 1923 году в музее функционировали отделы зоологии, минералогии, анатомии, нумизматики, учебных пособий. В период с 1920 по 1930 годы музей регулярно пополнял свои выставочные залы. Из руководителей большой вклад в обогащение музея новыми экспонатами внесли В. И. Иванов в 1920—1927 гг., Иномжон Низамбаев в 1927—1937 гг.
В 1938 году музей получил статус областного, и назывался «Наманганский областной краеведческим музей имени М. И. Бен-Герария», в честь горско-еврейского поэта. Михаил Исаевич Бен-Герарий родился в 1892 году в Дербенте в семье Яшайге Равинновича. После учёбы в Польше он вернулся в свою страну и работал учителем с 1915 по 1922 год. Параллельно писал стихи и поэтические драмы. Бен-Герари — редактор газет «Кадима» («Вперед») и «Шахарит» («Рассвет»), первых газет, издаваемых шайари. В 1927 году он издал учебник «Горный цветок» для новых школ. В этот период в музее было девять отделов: зоологический отдел, сельскохозяйственный отдел, отделы хлопководства, шелководства, отдел агрономии и борьбы с вредителями, отдел революции, картинная галерея, образцы скульптуры и гравюры, историко-археологический отдел, отдел ремесел.
В 1938 году музей был временно закрыт с целью переоборудования выставочных залов. В 1939 году были созданы отделы природы, истории, строительства социализма, которые после завершения работ по оснащению вновь возобновили свою работу. К 1940 году собрание музея достигло 10000. В нём были собраны экспонаты, отражающие природу, исторические памятники, архитектуру, прикладное искусство, медицину, культурную жизнь нашей страны. В 1941 году в связи с началом ВОВ музей временно приостановил свою деятельность до 1943 года.
8 сентября 1943 года организационным комитетом Верховного Совета Узбекистана по созданию Наманганской области было принято решение о возобновлении работы Наманганского областного краеведческого музея. С 1945 года областной краеведческий музей возобновил свою работу с 4 отделами.
С 1970 года научные сотрудники музея расширили работу по сбору этнографической информации и экспонатов. В результате было собрано огромное количество информации о людях, руководивших Наманганской областью и проявивших героизм на фронте. В 1971—1976 и 1978—1979 годах, во время руководства Икромжона Акбарова, были учтены достижения музея за предыдущие годы и в 1976 году он был включен в число музеев второй категории.
В период директорства Хамидхона Дадабаева в 1979—1986 годах на повестку дня ставится вопрос о строительстве нового, приспособленного для музея, здания. В 1986 году начались строительные работы, к концу 1987 года здание было достроено. Здание имеет 3 этажа, общая площадь 53201 м², из них 1700 м² выставочная площадь, 520 м² фондовые помещения. В 1987 году, во время руководства Октамжона Рустамова, музей переехал в новое здание. 22 апреля 1988 года состоялось торжественное открытие нового здания на улице Нодима Намонгоний.
В 1998 году вошёл в число музеев первой категории; начались работы по оборудованию отдела природы на втором этаже. Группа областного объединения художников во главе с Тура Ашуровым украсила выставочные залы, раскрывая природу края. В последующие годы несравнимы заслуги научных сотрудников, работающих под руководством Эркина Карабоева, в оснащении отдела природы диорамами и витринами, связанными с природой, флорой и фауной края, различной тематикой.
В 2004—2008 годах на третьем этаже были оборудованы выставочные залы истории, этнографии, спорта Наманганской области, литературной среды Намангана, Намангана в годы независимости в соответствии с требованиями времени на основе планового тематико-экспозиционного плана. В эти годы большую самоотверженность в осуществлении этой работы проявили кандидаты исторических наук, доценты Эркин Мирзаалиев, Латифа Ахмадалиева, специалист-историк Эркин Карабоев, Нигора Муминова.
С 2004 года повышается требование к научной деятельности и сотрудниками музея широкой публике были представлены более трёх тысяч экземпляров книг, брошюр, а также методических указаний, отражающих деятельность музея, таких как «Зеркало истории духовности», «Секреты архитектурных памятников Наманганской области», «Ахсикент», «Краеведческий музей Наманганской области: вчера и сегодня», «Из истории города Наманган», изданных в Наманганской, Ферганской и Ташкентской типографиях.

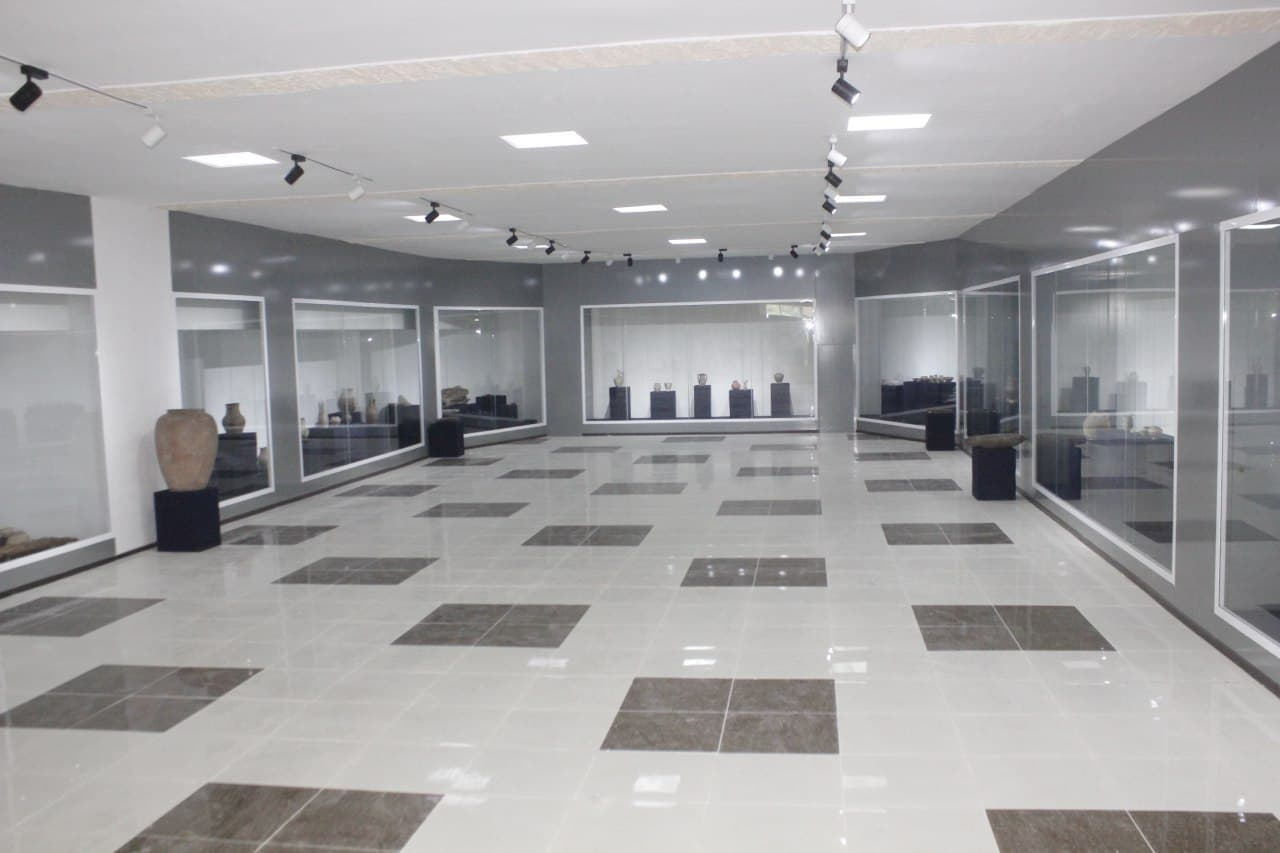
Музей выставочных залов

На основании постановления хакима Наманганской области от 15 июня 2012 года № 220 Музей истории Касансайского района (в 1980—1995 годах носивший названия Музея истории, трудовой и боевой славы, в 1996—2012 годах Народного музея Касансайского района, в 2012—2017 годах Касансайского районного краеведческого музея) был присоединен к Государственному музею истории и культуры Наманганской области в качестве филиала.
В 2017 году Постановлением Кабинета Министров Республики Узбекистан № 975 от 11 декабря 2017 года музей был переименован в Государственный музей истории и культуры Наманганской области.

## Директора
- В. И. Иванов
- Иномжон Низамбаев
- Икромжон Акбаров
- Хамидхон Дадабаев (1979—1986)
- Октамжон Рустамов (1987-?)
- Эркин Карабоев
- Иброхимджон Юнусович Юсупов (2004 — н. в.)